# محمود شبانة
محمود شبانة (مواليد 6 أبريل 1995) هو لاعب كرة قدم مصري من كفر المياسرة، الزرقا، دمياط. يلعب كمدافع في نادي الزمالك.

## مسيرته الكروية

### نادي الزمالك
في 07 سبتمبر 2021، أعلن نادى الزمالك ضم محمود شبانة مدافع نادي أسوان لمدة 3 سنوات، خلال فترة الانتقالات الصيفية، من أجل تدعيم خط دفاع الفريق الأبيض في الموسم الجديد. ونشر شبانة، عبر حسابه على انستجرام، صورا له بالقميص الأبيض بعد التوقيع، صحبها بتعليق:
| محمود شبانة | الحمد لله حققت حلم من أحلامى بانضمامى لنادى كبير مثل نادى الزمالك | محمود شبانة |